# Цифровой волновод
Цифровой волновод — метод синтеза звука. Цифровой волновод является эффективной вычислительной моделью физической среды, в которой распространяются звуковые волны. По этой причине цифровые волноводы занимают центральное место в большинстве современных техник физического моделирования звука.
Цифровой волновод без потерь представляет собой решение дискретной формы одномерного случая волнового уравнения, полученного Даламбером, в виде суперпозиции профилей двух бегущих волн:
{\displaystyle y(m,n)=y^{+}(m-n)+y^{-}(m+n)}
где {\displaystyle y^{+}} — профиль бегущей вправо волны, {\displaystyle y^{-}} — профиль бегущей влево волны. В таком представлении можно видеть, что вычисление значения функции {\displaystyle y} в заданной точке {\displaystyle m} в момент времени {\displaystyle n} сводится к простому суммированию двух запаздывающих копий бегущих волн. Бегущие волны должны отражаться от границ (например, точки натяжения струны или же закрытые/открытые концы трубок). Таким образом, профили бегущих волн являются вполне определенными периодическими функциями.
Модели цифровых волноводов содержат цифровые линии задержки, которые служат для представления геометрии волновода, цифровых фильтров, моделирующих неоднородное затухание в зависимости от частоты и рассеяние в среде, а также довольно часто нелинейные элементы. Потери на рассеяние обычно вычисляются единожды на выходе, нежели каждый раз при фильтрации линии задержки.
Реальные волноводы наподобие акустических труб на самом деле являются трехмерными, однако их длина много больше поперечного сечения, поэтому рассматривать их как одномерные достаточно разумно в целях уменьшения вычислительной сложности алгоритма. Мембраны, используемые в барабанах, могут быть смоделированы с использованием двумерных волноводных сеток, а реверберация в трехмерных пространствах рассчитывается уже с использованием трехмерных сеток. Пластинки вибрафона, колокола, поющие чаши и другие звучащие твердые тела (называемые также идиофонами) могут быть смоделированы с использованием родственного метода — полосового волноводного синтеза, в котором множество цифровых волноводов, снабженных полосовыми фильтрами используются для моделирования сильно дисперсивного поведения волн в сплошных средах.
Термин «цифровой волновод» был предложен Джулиусом О. Смитом III, который принимал участие в разработке метода и в конечном счете запатентовал его. Метод представляет собой обобщение алгоритма Карплуса-Стронга. Стенфордский университет обладает правами на патент цифрового волновода, а также имеет с 1989 года соглашение о дальнейшем совместном развитии технологии с корпорацией Yamaha.

## Licensees
- Yamaha
  - VL1 (1994)
  - VL1m, VL7 (1994) 
  - VP1 (prototype) (1994)
  - VL70m (1996) 
  - EX5 (1999) 
  - PLG-100VL, PLG-150VL (1999)
  - YMF-724, 744, 754, 764
  - S-YXG100plus-VL
- Korg
  - Prophecy (1995)
  - Z1, MOSS-TRI (1997)
  - EXB-MOSS (2001)
  - OASYS PCI (1999)
  - OASYS (2005) with some modules, for instance the STR-1 plucked strings physical model[1]
  - Kronos (2011) same as OASYS
- Technics
  - WSA1 (1995) PCM + resonator
- Seer Systems
  - Creative WaveSynth (1996) for Creative Labs Sound Blaster AWE64.
  - Reality (1997) — one of the earliest professional software synthesizer product by Dave Smith team
- Cakewalk
  - Dimension Pro (2005) — software synthesizer for OS X and Windows XP.[2]